# Евридика (дъщеря на Климен)
Вижте пояснителната страница за други значения на Евридика.
Евридика (на старогръцки: Εὐρυδίκη; Eurydice; Eurydike) в гръцката митология е дъщеря на един Климен и съпруга на Нестор от Пилос. Според Хигин Митограф Евридика е майка на Тразимед, който придружава баща си в Троянската война.
Според Омир Евридика е майка на Пайзидика, Поликаста, Персей, Стратих, Пизистрат, Арет, Ехефрон, Антилох и Тразимед.
Според други легенди съпругата на Нестор и майка на децата му се казва Анаксибия, дъщеря на Кратий..